# روجر أتكينسون بريور
روجر أتكينسون بريور هو محامي وقاضي وسياسي أمريكي، ولد في 19 يوليو 1828 في بطرسبرغ في الولايات المتحدة، وتوفي في 14 مارس 1919 في مانهاتن في الولايات المتحدة. نشط حزبياً في الحزب الديمقراطي. وقد انتخب عضو مجلس نواب الولايات المتحدة عن ولاية فرجينيا ‏ وانتخب عضو مجلس النواب الأمريكي ‏.